# 세븐 라이온즈
세븐 라이온즈(영어: Seven Lions, 1987년 3월 31일 ~ )는 미국 캘리포니아주 샌타바버라 출신의 DJ, 음반 프로듀서, 악기 연주자 및 리믹서이다.

## 생애
1987년 3월 31일 캘리포니아주 산타바바라에서 출생하였다. 음악 제작에 대한 그의 관심은 그의 아버지가 매킨토시와 키보드를 가지고 집에 오던 7세 때부터 시작되었다.

## 디스코그래피
- Beyond the Veil (2022)